# Tepelný uzel
Tepelný uzel je strojírenský termín používaný v metalurgii. V praxi se jedná o místo na odlitku, v němž kov vlivem konstrukce odlitku nebo vlivem použité technologie lití tuhne naposled.

## Dělení tepelných uzlů

### Technologický tepelný uzel
Může se vytvořit v místě zaústění vtokové soustavy v místě, kde je použita formovací směs s nízkou hodnotou tepelné akumulace, např. v místě zaústění vtokové soustavy.

### Konstrukční tepelné uzly
Se poznají podle konstrukce odlitku, v podstatě se jedná o místní zesílení stěn, spoje stěn a hran odlitku.

## Pozorování
Tepelné uzly na odlitcích se z hlediska metalurgie detekují tak, aby se předcházelo vzniku staženin. Je sledována jejich absolutni a relativní velikost v závislosti na jejich tloušťce. Z těchto poznatků jsou následně vyvozována taková technologická opatření, aby se při tuhnutí kapalného kovu ve slévárenské formě nevytvořila v tepelných uzlech staženina, což je nepřípustná vada odlitku, jelikož ta snižuje jeho pevnost, a tím vzniká riziko poškození nově odlitého výrobku.